# Schizonycha balaena
Schizonycha balaena är en skalbaggsart som beskrevs av Louis Burgeon 1946. Schizonycha balaena ingår i släktet Schizonycha och familjen Melolonthidae. Inga underarter finns listade i Catalogue of Life.